# Jewgeni Iwanowitsch Paladjew
Jewgeni Iwanowitsch Paladjew (russisch Евгений Иванович Паладьев; * 12. Mai 1948 in Ust-Kamenogorsk, Kasachische SSR; † 9. Januar 2010 in Moskau) war ein sowjetischer Eishockeyspieler. 

## Karriere
Jewgeni Paladjew begann seine Karriere 1965 in der zweiten sowjetischen Liga bei Torpedo Ust-Kamenogorsk. Im Februar 1968 wechselte der Verteidiger zum sowjetischen Erstligisten HK Spartak Moskau, wo er bis 1975 spielte. Danach spielte er je eine Saison bei SKA MWO Lipezk und Torpedo Jaroslawl, bevor er seine aktive Laufbahn mit nur 29 Jahren beendete. In der Eliteklasse der Sowjetunion absolvierte Paladjew 212 Partien, in denen ihm 25 Tore gelangen.
Paladjew wurde 68-mal in die sowjetische Nationalmannschaft berufen und gewann 1969, 1970 und 1973 die Weltmeisterschaften, dabei schoss der Verteidiger neun Tore. Für die Sowjetunion bestritt er zudem fünf Spiele während der Summit Series 1972. 
1969 wurde Paladjew als Verdienter Meister des Sports der UdSSR ausgezeichnet.

## Erfolge
- Weltmeister: 1969, 1970, 1973
- Sowjetischer Meister: 1969
- Sowjetischer Vizemeister: 1968, 1970
- Sowjetischer Pokalsieger: 1970, 1971